# Ligue 2 2017/18
Die Ligue 2 2017/18 ist die 79. Austragung der zweithöchsten französischen Fußballliga. Die Saison begann am 28. Juli 2017 und endet am 27. Mai 2018 mit dem letzten Finalspiel der Relegation.
Als Absteiger aus der Ligue 1 kamen AS Nancy und FC Lorient als Verlierer der Relegation dazu. Aus der National stiegen LB Châteauroux und US Quevilly auf. Dem zweiten direkten Absteiger aus der Ligue 1, dem SC Bastia, wurde die Lizenz für die zweite Liga nicht erteilt. Für ihn rückte der Paris FC aus der dritten Liga auf.

## Vereine
| Verein             | Stadt                    | Stadion                    | Kapazität |
| ------------------ | ------------------------ | -------------------------- | --------- |
| AC Ajaccio         | Ajaccio                  | Stade François-Coty        | 08.200    |
| AJ Auxerre         | Auxerre                  | Stade de l’Abbé-Deschamps  | 21.379    |
| AS Nancy           | Nancy                    | Stade Marcel-Picot         | 20.087    |
| Chamois Niort      | Niort                    | Stade René Gaillard        | 10.898    |
| Clermont Foot      | Clermont-Ferrand         | Stade Gabriel Montpied     | 10.600    |
| FC Bourg-Péronnas  | Bourg-en-Bresse/Péronnas | Stade Marcel-Verchère      | 11.400    |
| FC Lorient         | Lorient                  | Stade du Moustoir          | 18.500    |
| FC Sochaux         | Sochaux                  | Stade Auguste-Bonal        | 20.000    |
| FC Tours           | Tours                    | Stade de la Vallée du Cher | 12.700    |
| FC Valenciennes    | Valenciennes             | Stade du Hainaut           | 25.000    |
| Gazélec FC Ajaccio | Ajaccio                  | Stade Ange Casanova        | 06.000    |
| LB Châteauroux     | Châteauroux              | Stade Gaston Petit         | 17.072    |
| Le Havre AC        | Le Havre                 | Stade Jules Deschaseaux    | 16.300    |
| Olympique Nîmes    | Nîmes                    | Stade des Costières        | 18.500    |
| Paris FC           | Paris                    | Stade Charléty             | 20.000    |
| Racing Lens        | Lens                     | Stade Bollaert-Delelis     | 38.223    |
| Stade Brest        | Brest                    | Stade Francis-Le Blé       | 10.200    |
| Stade Reims        | Reims                    | Stade Auguste-Delaune      | 21.700    |
| US Orléans         | Orléans                  | Stade de la Source         | 07.533    |
| US Quevilly        | Le Petit-Quevilly        | Stade Amable Lozai         | 06.000    |

## Tabelle
| Pl.             | Verein             | Sp. | S  | U  | N  | Tore    | Diff. | Punkte |
| --------------- | ------------------ | --- | -- | -- | -- | ------- | ----- | ------ |
| 1.              | Stade Reims        | 38  | 28 | 4  | 6  | 074:240 | +50   | 88     |
| 2.              | Olympique Nîmes    | 38  | 22 | 7  | 9  | 075:370 | +38   | 73     |
| 3.              | AC Ajaccio         | 38  | 20 | 8  | 10 | 062:430 | +19   | 68     |
| 4.              | AC Le Havre        | 38  | 19 | 9  | 10 | 053:340 | +19   | 66     |
| 5.              | Stade Brest        | 38  | 18 | 11 | 9  | 058:430 | +15   | 65     |
| 6.              | Clermont Foot      | 38  | 17 | 12 | 9  | 054:360 | +18   | 63     |
| 7.              | FC Lorient (A)     | 38  | 18 | 8  | 12 | 061:460 | +15   | 62     |
| 8.              | Paris FC 1         | 38  | 16 | 13 | 9  | 046:360 | +10   | 61     |
| 9.              | LB Châteauroux (N) | 38  | 17 | 9  | 12 | 050:500 | ±0    | 60     |
| 10.             | FC Sochaux         | 38  | 15 | 8  | 15 | 051:620 | −11   | 53     |
| 11.             | AJ Auxerre         | 38  | 13 | 8  | 17 | 051:650 | −14   | 47     |
| 12.             | US Orléans (R)     | 38  | 12 | 10 | 16 | 052:610 | −9    | 46     |
| 13.             | FC Valenciennes    | 38  | 12 | 9  | 17 | 050:640 | −14   | 45     |
| 14.             | Racing Lens        | 38  | 11 | 10 | 17 | 048:490 | −1    | 43     |
| 15.             | Chamois Niort      | 38  | 11 | 9  | 18 | 047:600 | −13   | 42     |
| 16.             | Gazélec FC Ajaccio | 38  | 11 | 8  | 19 | 035:600 | −25   | 41     |
| 17.             | AS Nancy (A)       | 38  | 9  | 11 | 18 | 039:540 | −15   | 38     |
| 18.             | FC Bourg-Péronnas  | 38  | 10 | 6  | 22 | 050:870 | −37   | 36     |
| 19.             | US Quevilly (N)    | 38  | 9  | 6  | 23 | 045:660 | −21   | 33     |
| 20.             | FC Tours           | 38  | 5  | 8  | 25 | 034:680 | −34   | 23     |
| Stand: Endstand |                    |     |    |    |    |         |       |        |

Platzierungskriterien: 1. Punkte – 2. Tordifferenz – 3. Direkter Vergleich (Punkte, Tordifferenz, geschossene Tore) – 4. geschossene Tore – 5. Auswärtstore
| Zum Saisonende 2017/18: |                                            |
| Aufstieg in die Ligue 1 2018/19 Teilnahme an der Relegation zur Ligue 1 Teilnahme an der Relegation gegen den 3. der Dritten Liga 2017/18 Abstieg in die Dritte Liga 2018/19 |                                            |
| |                                            |
| Zum Saisonende 2016/17: |                                            |
| (A) | Absteiger aus der Ligue 1 2016/17          |
| (R) | Relegationssieger                          |
| (N) | Neuaufsteiger aus der Dritten Liga 2016/17 |

## Relegation
Die Teams auf den Plätzen drei bis fünf kämpften darum, wer von ihnen gegen den 18. der Ligue 1 2017/18 um einen weiteren Startplatz in der höchsten Spielklasse spielen durfte. Zunächst trafen der Vierte und der Fünfte in einem Spiel aufeinander. Der Sieger spielte anschließend in einem Spiel gegen den Tabellendritten. Der Gewinner traf dann in zwei Spielen auf den 18. der Ligue 1.
Der Achtzehnte der Ligue 2 2017/18 spielte in zwei Partien gegen den Dritten der drittklassigen Nationalliga um den Klassenverbleib.

### Aufstiegs-Play-offs
Das Spiel zwischen Le Havre und Brest fand am 15. statt, das Spiel Ajaccio gegen Le Havre am 18. und die Finalspiele gegen den 18. der Ligue 1 wurden am 23. und 27. Mai 2018 ausgetragen.
|                 | Ergebnis              |                 |
| --------------- | --------------------- | --------------- |
| AC Le Havre (4) | 2:0                   | Stade Brest (5) |
| AC Ajaccio (3)  | 2:2 n. V. (5:3 i. E.) | AC Le Havre (4) |

|                | Gesamt |                  | Hinspiel | Rückspiel |
| -------------- | ------ | ---------------- | -------- | --------- |
| AC Ajaccio (3) | 0:4    | FC Toulouse (18) | 0:3      | 0:1       |

### Abstiegs-Play-offs
Die Spiele fanden am 22. und 27. Mai 2018 statt.
|                   | Gesamt |                        | Hinspiel | Rückspiel |
| ----------------- | ------ | ---------------------- | -------- | --------- |
| Grenoble Foot (3) | 2:1    | FC Bourg-Péronnas (18) | 2:1      | 0:0       |

## Torschützenliste
Bei gleicher Trefferzahl gilt: Anzahl der weniger erzielten Elfmetertore; Anzahl der Assists; Anzahl der benötigten Spiele; Einsatzminuten; Punktezahl des Vereins.
| Pl.               | Spieler              | Mannschaft      | Tore | 11 m |
| ----------------- | -------------------- | --------------- | ---- | ---- |
| 01.               | Umut Bozok           | Olympique Nîmes | 24   | 3    |
| 02.               | Rachid Alioui        | Olympique Nîmes | 17   | 0    |
| 03.               | Jean-Philippe Mateta | Le Havre AC     | 17   | 1    |
| 04.               | Jordan Siebatcheu    | Stade Reims     | 17   | 2    |
| 05.               | Ande Dona Ndoh       | Chamois Niort   | 15   | 1    |
| 06.               | Ludovic Ajorque      | Clermont Foot   | 14   | 0    |
| 07.               | Pablo Chavarría      | Stade Reims     | 14   | 1    |
| 08.               | Ghislain Gimbert     | AC Ajaccio      | 13   | 0    |
| 09.               | Riad Nouri           | AC Ajaccio      | 13   | 1    |
| 10.               | Arthur Gomis         | US Orléans      | 12   | 0    |
| Stand: Saisonende |                      |                 |      |      |